# TOKYO DESIGNERS WEEK
TOKYO DESIGNERS WEEK（とうきょうデザイナーズウィーク）は、建築、インテリア、プロダクト、グラフィックなど生活デザインとアートが集まるクリエイティブイベント。
主催は、TOKYO DESIGN WEEK 株式会社。

## 概要
国内外の様々な企業、ブランド、学校、大使館、デザイナー、アーティスト、ミュージシャンによる展示やライブイベントが開催されている。
1986年、本イベントの前身となる「デザイナーズサタデー」がスタート。1997年に名称を「TOKYO DESIGNERS WEEK」に変更。2005年から明治神宮外苑絵画館前に中央会場を設け、2013年より会期を10日間としている。2015年より名称を「TOKYO DESIGN WEEK」に変更。2016年までの31年連続開催されてきたが、後述の事故を受け、2017年は開催中止が発表された。2018年から2022年までも代表によるメッセージが公式サイトに掲載されたのみで、開催されていなかった。
なおTOKYO DESIGN WEEKが2016年7月に構想を発表した地方創生プロジェクトの「ジャパンデザインウィーク（JAPAN DESIGN WEEK）」はそのまま開催されている。
2023年8月、同年11月17日から19日まで7年ぶりに開催されることが公表された。

## 事故
2016年のTOKYO DESIGN WEEKでは、日本工業大学工学部建築学科と生活環境デザイン学科の学生有志グループが出展した作品から出火し、死傷者が発生した。

## 実績

### TOKYO DESIGNERS WEEK
| 回   | 年        | テーマ                                         | 動員数       | メイン会場       |
| ---- | --------- | ---------------------------------------------- | ------------ | ---------------- |
| 1-11 | 1986-1996 | デザイナーズサタデー                           | -            | 都内SHOP         |
| 12   | 1997      | インテリアジェンヌたちへ                       | -            | 都内SHOP         |
| 13   | 1998      | 一緒に暮らすデザイン                           | -            | 都内SHOP         |
| 14   | 1999      | 遊覧・インテリア－とっておきのデザインに会える | -            | 都内SHOP         |
| 15   | 2000      | デザ引力の発見－THOUSANDS OF STYLES            | -            | 都内SHOP         |
| 16   | 2001      | INSPIRE                                        | 延べ10,000人 | 赤坂カラヤン広場 |
| 17   | 2002      | 実験                                           | 延べ15,000人 | 赤坂カラヤン広場 |
| 18   | 2003      | EXHIBIT DESIGN & PARTY                         | 延べ20,000人 | お台場           |
| 19   | 2004      | DESIGN MESSE                                   | 延べ30,000人 | お台場           |
| 20   | 2005      | コンテンポラリーネイチャー                     | 67,664人     | 明治神宮絵画館前 |
| 21   | 2006      | LOVE                                           | 74,870人     | 明治神宮絵画館前 |
| 22   | 2007      | LOVE                                           | 85,298人     | 明治神宮絵画館前 |
| 23   | 2008      | LOVE                                           | 76,499人     | 明治神宮絵画館前 |
| 24   | 2009      | LOVE GREEN                                     | 60,424人     | 明治神宮絵画館前 |
| 25   | 2010      | LOVE BLUE                                      | 72,139人     | 明治神宮絵画館前 |
| 26   | 2011      | ARIGATO                                        | 91,239人     | 明治神宮絵画館前 |
| 27   | 2012      | HELLO DESIGN                                   | 101,790人    | 明治神宮絵画館前 |
| 28   | 2013      | CREATIVE FeS                                   | 109,518人    | 明治神宮絵画館前 |
| 29   | 2014      | 天才万博                                       | 115,414人    | 明治神宮絵画館前 |
| 30   | 2015      | INTERACTIVE                                    | 106,321人    | 明治神宮絵画館前 |
| 31   | 2016      | TOKYO                                          |              | 明治神宮絵画館前 |
| -    | 2017      | 前年の事故を受け中止                           |              |                  |
| 32   | 2023      | いえ、まち                                     |              | スパイラル       |

### 海外での展開
2005年と2007年に出展した。2014年には、イタリアで開催される「ミラノサローネ」で、テーマを「TOKYO IMAGINE」として出展予定。

## テレビ番組
『TOKYO DESIGN WEEK.tv -茂木健一郎の発想の種 IMAGINE-』（とうきょうデザインウィークティーヴィー もぎけんいちろうのはっそうのたね イマジン）と題し、2013年4月2日よりBS日テレにて毎週月曜日23:00 - 23:54に放送していた。
前身番組として、『TOKYO AWARD』（2011年4月 - 2012年3月、テレビ東京）、『TOKYO DESIGNERS WEEK.tv』（2012年4月 - 2013年3月、BS日テレ）が放送されていた。
YouTubeに番組公式チャンネルがあり（「外部リンク」節参照）、過去の放送分が視聴可能だった。
前述の「TOKYO DESIGN WEEK」での事故の影響により、2016年11月7日放送予定分は休止となり、さらに翌週・翌々週以降も休止され、その後放送が再開されることなく番組公式サイトが閉鎖されている。

### 出演者

#### 『TOKYO DESIGN WEEK.tv -茂木健一郎の発想の種 IMAGINE-』終了時
- 茂木健一郎（MC、『TOKYO TOKYO AWARD』開始時 - ）
- 市川紗椰（MC、2015年4月 - ）
- ゲスト

#### 過去の出演者
- SHELLY（MC、『TOKYO AWARD』開始時 - 『TOKYO DESIGNERS WEEK.tv』最終回まで）
- スプツニ子!（MC、『TOKYO DESIGNERS WEEK.tv』開始時 - 最終回まで）
- 清川あさみ（MC、『TOKYO DESIGN WEEK.tv -茂木健一郎の発想の種 IMAGINE-』開始時 - 2015年3月）

### 番組コーナー
- 「クリエイターの独り言」
- 「DESIGN NEWS FLASH」
- 「美術館に行こう!」
- 「THE BRAND」

など様々なコンテンツを放送していた。
| テレビ東京 月曜0:35枠           | テレビ東京 月曜0:35枠 | テレビ東京 月曜0:35枠 |
| 前番組                          | 番組名                | 次番組                |
| ------------------------------- | --------------------- | --------------------- |
| アニソンぷらす ↓ ネ申谷田丁バー | TOKYO AWARD           | TOKYO BRANDNEW GIRLS  |